# Masked Raiders
Masked Raiders è un film del 1949 diretto da Lesley Selander.
È un western statunitense con Tim Holt, Richard Martin e Marjorie Lord.

## Produzione
Il film, diretto da Lesley Selander su una sceneggiatura di Norman Houston, fu prodotto da Herman Schlom per la RKO Radio Pictures e girato nelle Alabama Hills a Lone Pine e nel Jack Garner Ranch a Idyllwild, California, dal 29 aprile a metà di maggio 1949. I titoli di lavorazione furono  Trouble in Texas e Miss Robin Hood.

## Distribuzione
Il film fu distribuito negli Stati Uniti dal 15 agosto 1949 al cinema dalla RKO Radio Pictures.
Altre distribuzioni:
- in Svezia l'11 settembre 1950 (Hårda bus i västern)
- nelle Filippine il 16 dicembre 1952
- in Brasile (Bandidos Mascarados)

## Promozione
Tra le tagline:
- LASHING OUT AGAINST RUTHLESS HOLDUP MEN!
- TEXAS RANGER vs. WEST TEXAS TERROR
- WEST TEXAS IN TERROR... -till Tim slugs it out single-handed with a mysterious murder mob!
- EVEN "THE LAW" FRAMES TIM... as he challenges the West Texas terror gang!
- THE ONLY STRAIGHT SHOOTER IN A CROOKED TEXAS TOWN!
- Tim's a lone Ranger among strangers - who had just as soon shoot him down as truss him up... unless his guns speak first